# Saltholmen fyr
Saltholmen fyr er et fyr som ligger på en lille ø ud for Lillesand i Agder fylke i Norge.
Fyret blev sat i drift i 1882. Fyrbygningen er i beton og har et mangekantet fyrtårn med spir i et af hjørnerne. Formen på tårnet er sjælden at se i Norge og fyret er stort set bevaret som da det blev bygget. Fyret er derfor fredet etter lov om kulturminner. Fyret havde 4. ordens linseapparat. Det blev nedlagt i 1952 og den nuværende fyrlygte blev sat op.